# Гринева (Виньковецкий район)
Гринева (укр. Гринева) — село в Виньковецком районе Хмельницкой области Украины.
Население по переписи 2001 года составляло 127 человек. Почтовый индекс — 32505. Телефонный код — 3846. Занимает площадь 0,298 км². Код КОАТУУ — 6820655101.

## Местный совет
32500, Хмельницкая обл., Виньковецкий р-н, пгт Виньковцы, ул. Соборной Украины, 20